# 安藤高行
安藤 高行（あんどう　たかゆき、1941年4月28日 - ）は、日本の法学者。専門は憲法。学位は、法学博士（九州大学）。九州大学名誉教授、佐賀大学名誉教授。九州国際大学法学部及び大学院法学研究科教授を経て、客員教授。
宮崎県日南市出身。

## 略歴
- 1965年 九州大学法学部卒業
- 1967年 九州大学大学院法学研究科修士課程修了
- 1971年 佐賀大学経済学部助教授
- 1983年 佐賀大学経済学部教授
- 1996年 九州大学法学部教授
- 2004年 九州国際大学法学部教授
- 2011年 九州国際大学法学部客員教授
- 2011年 瑞宝中綬章受章[5]

## 研究分野
- 17世紀イギリス憲法思想史
- 議員免責特権
- 情報公開・個人情報保護
- ポストノーティス命令と良心の自由
- 判例による基本的人権の保障の研究
- オンブズマンによる国民保護の仕組及びその制度の研究

## 著書

### 単著
- 『近代イギリス憲法思想史研究 ベーコンからロックヘ－』（お茶の水書房, 1983年）
- 『一七世紀イギリス憲法思想史』（法律文化社, 1993年）
- 『情報公開・地方オンブズマンの研究』（法律文化社, 1994年）
- 『憲法の現代的諸問題　－情報公開・地方オンブズマン・議員免責特権・良心の自由－』（法律文化社, 1997年）
- 『基本的人権(総論・精神的自由権)』（法律文化社, 2002年）
- 『わがロンドン』（海鳥社, 2003年）
- 『基本的人権(総論・精神的自由権・経済的自由権)〔改訂増補版〕』（法律文化社, 2005年）
- 『現代の行政活動と市民 ― 情報公開・地方オンブズマン・センサス法の研究』（法律文化社, 2007年）
- 『人権判例の新展開』（法律文化社,　2010年）

### 共編著
- 『憲法新教科書』手島孝（監修）　安藤高行（編集）（法律文化社,　2007年）

## 所属学会
- 日本公法学会

## 外部役員
- 佐賀県労働委員会会長